# Herbert Kitchener, 1:e earl Kitchener

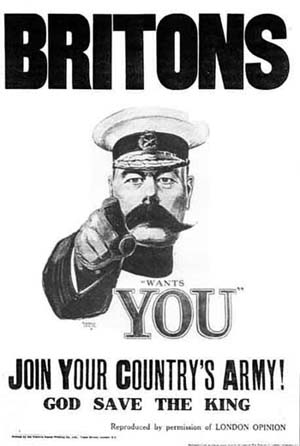
Lord Kitchener på en affisch där britterna uppmanas att söka värvning i armén. Se även Uncle Sam.

Horatio Herbert Kitchener, 1:e earl Kitchener, född 24 juni 1850 i Ballylongford i grevskapet Kerry på Irland, död 5 juni 1916 till havs utanför Orkneyöarna, var en brittisk militär, fältmarskalk 1909 och krigsminister från 1914.

## Biografi

### Tidig karriär
Kitchener deltog efter avslutad kurs vid krigsakademin i Woolwich som frivillig på fransmännens sida i fransk-tyska kriget 1870-1871, utnämndes till löjtnant vid ingenjörskåren 1872 och var som sådan verksam vid den topografiska kartläggningen av Palestina och Cypern 1874-1882.

### Sudan
Sistnämnda år trädde han som major i egyptisk tjänst och utnämndes till befälhavare för det egyptiska kavalleriet. Han deltog såväl i expeditionen mot Arabi Pascha 1882 som sedermera i Sudan-fälttåget mot mahdistupproret 1883-1885. 1886-1888 var Kitchener guvernör i Sauakin. Efter nådd överstegrad 1888 utnämndes han s.å. till generaladjutant samt 1892 till överbefälhafvare (sirdar) över de egyptiska trupperna. Han lade i dagen framstående egenskaper som arméorganisatör, och det var till största delen hans (samt kulsprutans) förtjänst, att den egyptiska armén, när det avgörande fälttåget mot mahdin 1896 tog sin början, befanns vuxen sin svåra uppgift. Efter att ha erövrat Dongola och slagit dervischerna vid Atbara tillfogade han mahdins egen här 2 september 1898 vid Omdurman ett avgörande nederlag. Efter denna slakt följde Sudans fullständiga underkuvande. Han befordrades 1896 till generalmajor och mottog efter krigets slut parlamentets tack, adlades som baron Kitchener av Khartoum, av Aspall i grevskapet Suffolk, samt erhöll en nationalbelöning av 30 000 pund sterling.

### Boerkriget
I början av 1899 utnämndes Kitchener till generalguvernör över Sudan, men redan i december samma år blev han insatt i boerkriget som generalstabschef hos fältmarskalken lord Roberts, som då utnämnts till överbefälhavare för den brittiska fältarmén i Sydafrika. När lord Roberts i november 1900 efter Pretorias erövring, boerregeringens fördrivande och Transvaals formliga besittningstagande återvände till England, övertog Kitchener, som då befordrades till generallöjtnant, överbefälet över fältarmén.
Trots de vunna framgångarna var läget vid denna tidpunkt ganska brydsamt för britterna, särskilt som de medel, varöver den nye överbefälhavaren förfogade, var alldeles otillräckliga för de båda boerrepublikernas fullständiga besittningstagande, vilket ju var krigets slutliga mål. Icke desto mindre fullföljde Kitchener sitt uppdrag med stor målmedvetenhet och energi - hans utmärkande egenskaper som fältherre -, men också med en hänsynslöshet, som från åtskilliga håll ådragit honom skarpt klander (bl.a. upprättandet av koncentrationsläger), och blev slutligen, sedan förstärkningar ankommit från hemlandet, dock först i maj 1902 i stånd att bryta det sista motståndet och bringa kriget till ett för engelsmännen lyckligt slut.

### 1900-talets första årtionde
Efter återkomsten till Storbritannien utnämndes Kitchener 1902 till general, upphöjdes till viscount Kitchener av Khartoum samt erhöll en (ny) nationalbelöning av 50 000 pund sterling. Samma år fick han överbefälet över brittiska armén i Indien, som han reorganiserade de följande åren. 1906 blev han generalöverste i ingenjörkåren. 1909 utnämndes Kitchener till befälhavare över de brittiska stridskrafterna i Medelhavsländerna (Khedivatet Egypten, Malta, Gibraltar, Cypern m.fl.) och s.å. fältmarskalk. Han tillträdde emellertid inte nämnda plats. 1910 organiserade han Australiska statsförbundets härväsen. 1911 blev han vicekung i Egypten. 1914 upphöjdes han till earl Kitchener, av Khartoum och av Broome i grevskapet Kent, och begav sig därefter på en permissionsresa till England, där han befann sig vid första världskrigets utbrott.

### Första världskriget
6 augusti 1914 utnämndes Kitchener till krigsminister i regeringen Asquith. Kitchener delade inte den allmänna synen att det skulle bli ett kort krig. Han berättade för regeringen att kriget skulle ta minst tre år, kräva enorma arméer som skulle drabbas av höga förluster. Han drog igång en kampanj för att värva rekryter, som senare kom till fronten som Kitcheners armé. I samband med att den brittiska industrin inte klarade av att leverera tillräckligt med granater 1915 (ammunitionskrisen) erbjöd sig Kitchener att avgå. Han fick stanna kvar, men ammunitionsproduktionen hamnade i ett nytt departement med David Lloyd George som minister.
5 juni 1916 gick han ombord på kryssaren Hampshire i Scapa Flow för att på inbjudan av tsaren besöka Ryssland. Natten därpå gick fartyget på en mina och sjönk i en storm väst om Orkneyöarna, varvid Kitchener och hela hans stab omkom. Hans äldre bror Henry Kitchener ärvde grevevärdigheten.